# Église Notre-Dame de Castelnau-Pégayrols
Pour les articles homonymes, voir Église Notre-Dame.
L'église Notre-Dame de Castelnau-Pégayrols est une église catholique située à Castelnau-Pégayrols, en France.

## Localisation
L'église est située dans le département français de l'Aveyron, sur la commune de Castelnau-Pégayrols. Ancienne église paroissiale, puis chapelle quand l'église Saint-Michel qui dépendait du prieuré Saint-Michel est devenue paroissiale, elle est aujourd'hui désaffectée. Elle se trouve à côté du cimetière.

## Historique
Le cartulaire de l'abbaye de Saint-Victor avait plusieurs chartes datées de 1082 confirmant les donations d'églises du Rouergue par l'évêque de Rodez. Ces églises relevaient de l'abbaye de Vabres et l'église Saint-Amans. Cet acte comprend aussi la donation de l'église Notre-Dame (Duo etiam ecclesiam sancto Michaelis de Castello novo et ecclesiam sancte Marie parrochialem).
En 1507, date d'une visite pastorale de l'évêque François d'Estaing, le service paroissial avait déjà été transféré de l'église Notre-Dame à l'église Saint-Michel. L'église Notre-Dame sert alors de chapelle pour le cimetière qui l'entoure. Elle est aujourd'hui désaffectée.
L'édifice est classé au titre des monuments historiques en 1930.

## Description

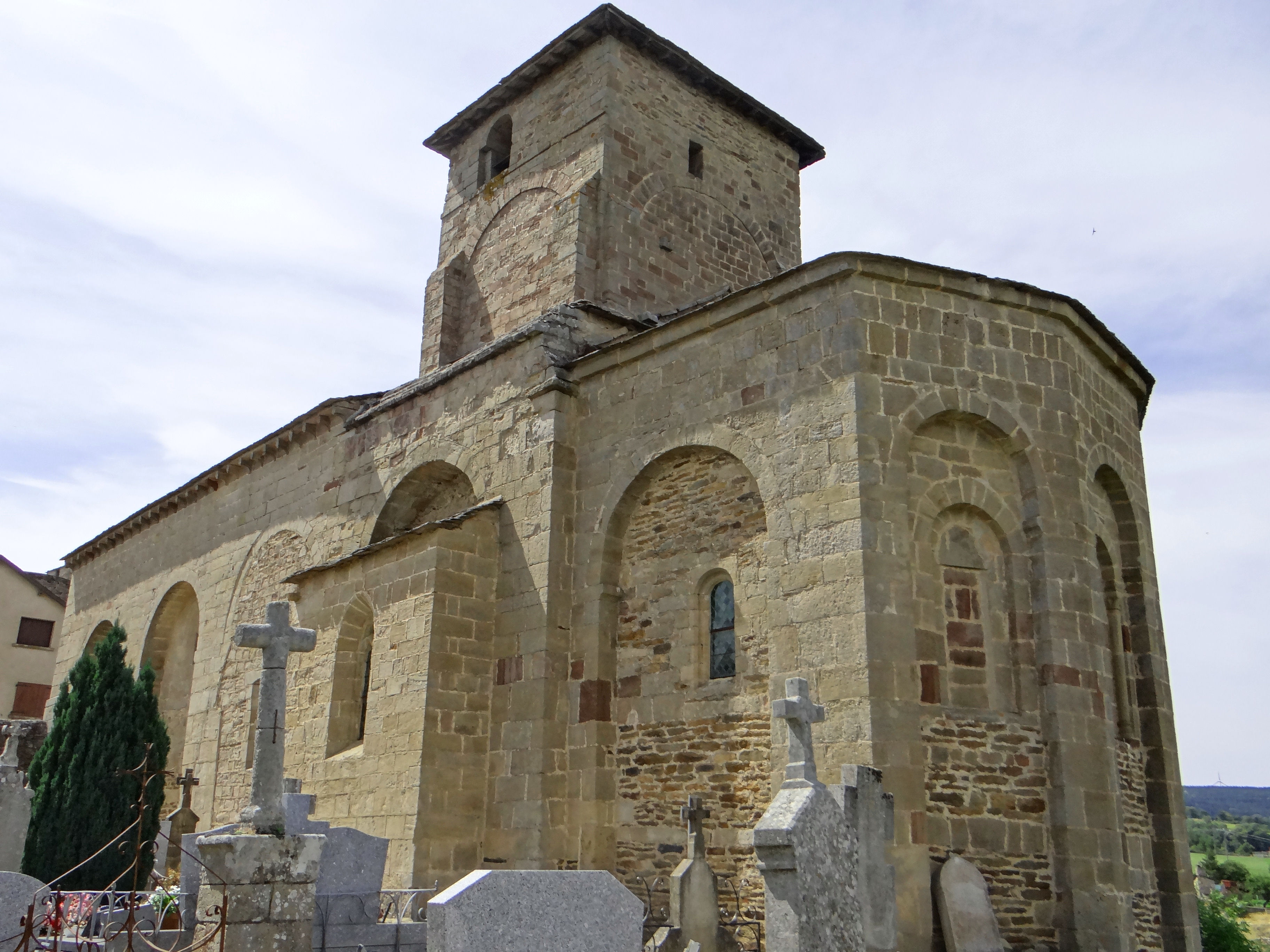
L'église vue du chevet avec la chapelle ajoutée au XVe siècle.

Le style de l'église rappelle celui de l'église Saint-Michel. La façade occidentale reprend celle de l'église priorale avec une division en trois arcs. À l'église Saint-Michel, cette division correspond à la nef et ses deux collatéraux. À l'église Notre-Dame, cette division n'est qu'une décoration car l'église n'a qu'une seule nef de quatre travées.
L'église a été construite en deux temps. Le chœur a été construit à la fin du XIe siècle. Il a été décoré de peintures murales au XVIIIe siècle.
La nef qui a été ajoutée au XIIe siècle se raccorde maladroitement au chœur. La dernière travée est couverte d'une coupole octogonale sur trompe. Cette coupole n'était peut-être pas prévue à l'origine car des colonnes ont été ajoutées à l'intérieur de la nef pour la supporter. Au-dessus se trouve le clocher. Les trois autres travées sont couvertes d'une voûte en berceau sur doubleaux.
Une chapelle est ajoutée côté sud de la dernière travée de la nef au XVe siècle.

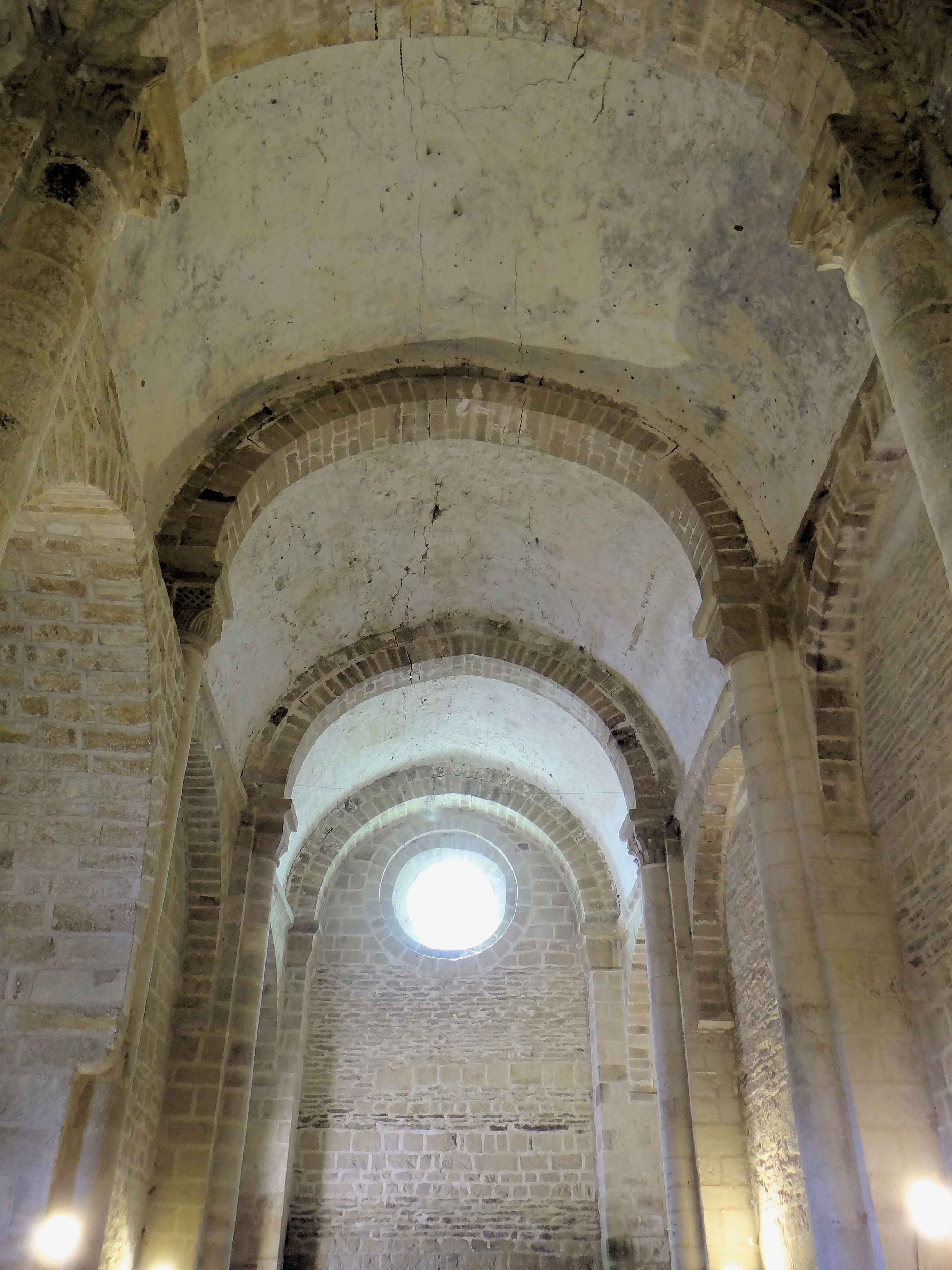
Trois travées du chœur couverte de voûtes en berceau avec des arcs-doubleau.
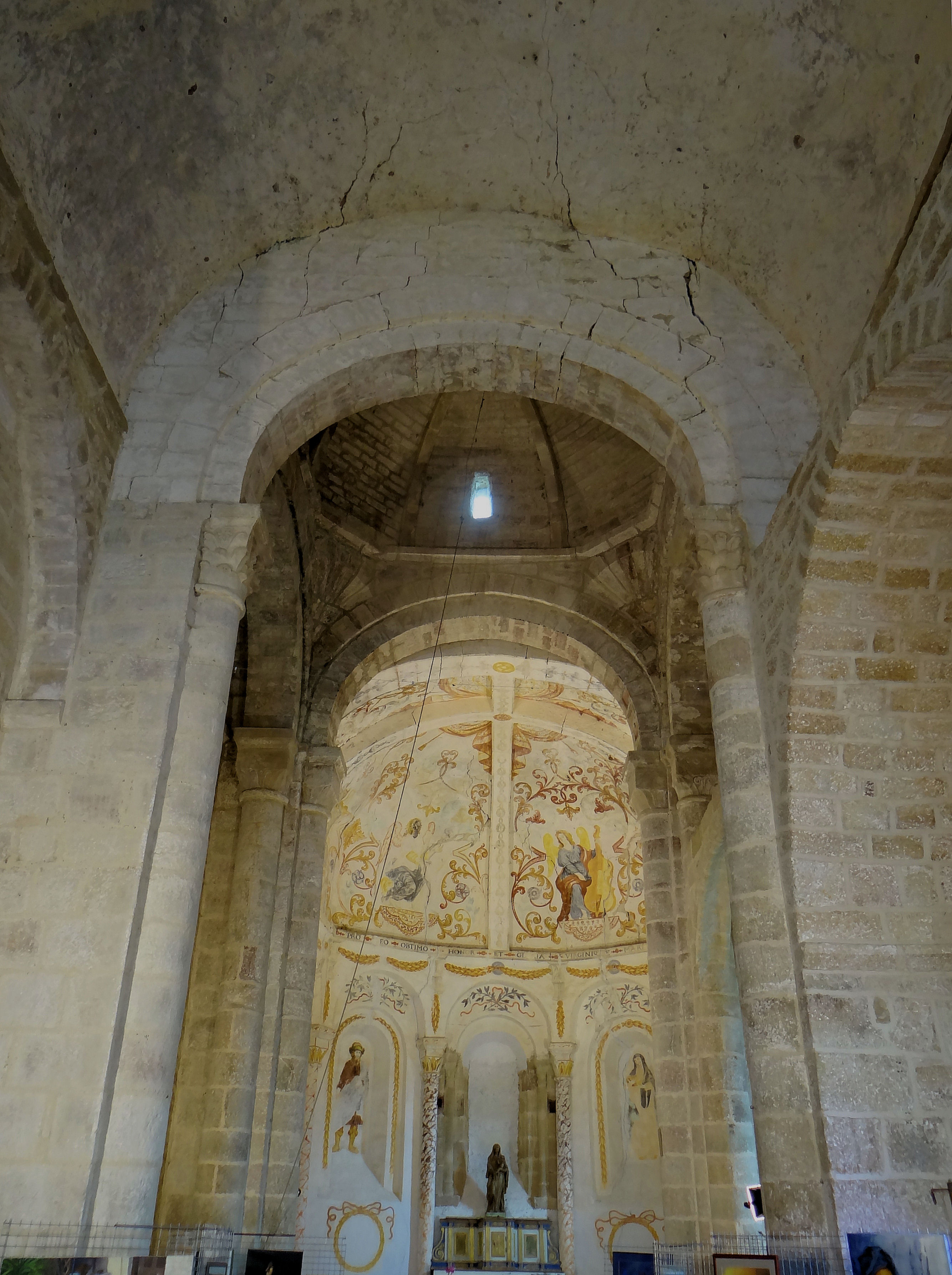
La quatrième travée de la nef avec sa coupole et le chœur.
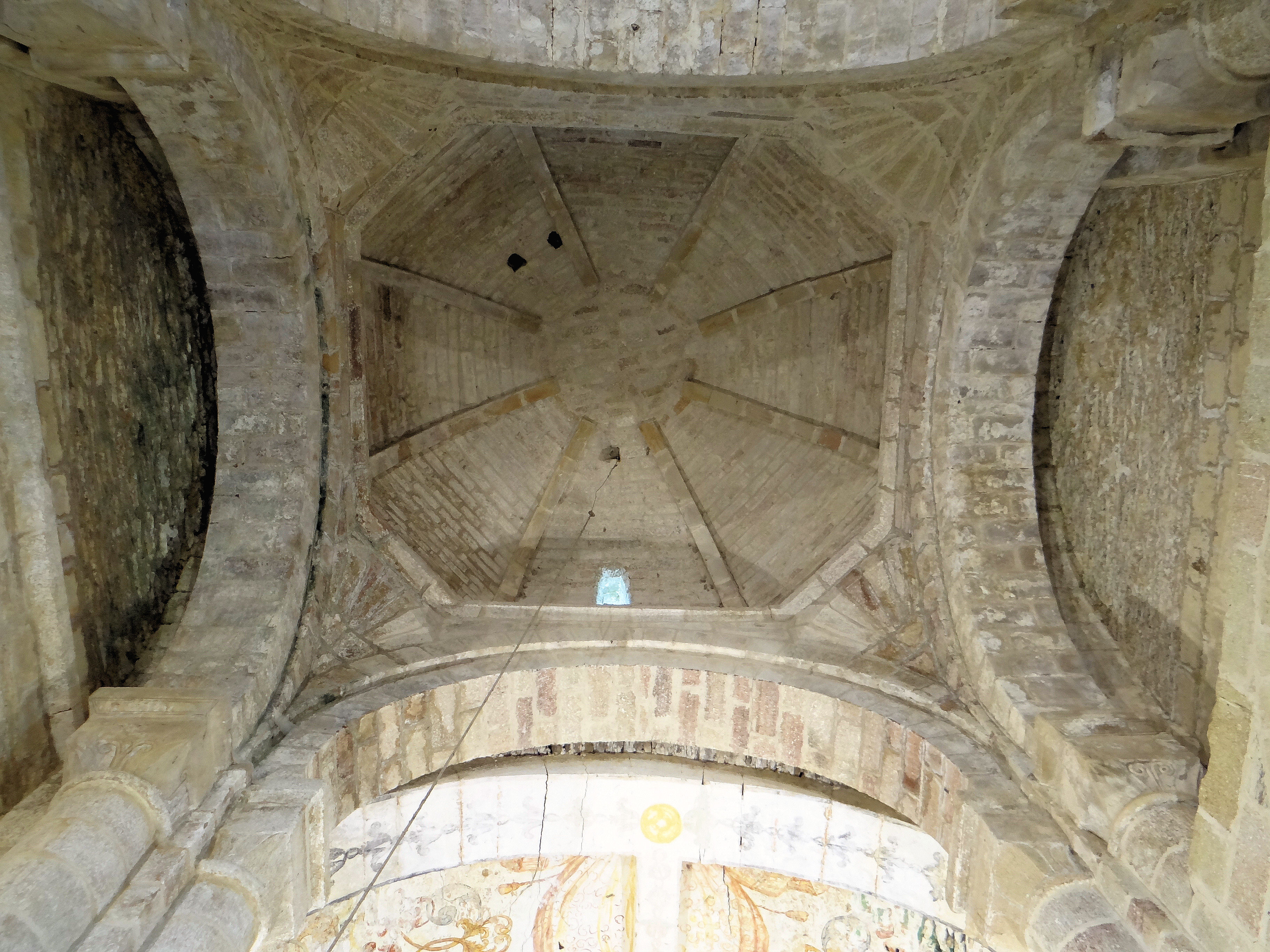
La coupole octogonale sur trompe avec les deux arcs, celui du chœur doublé par celui de la nef.
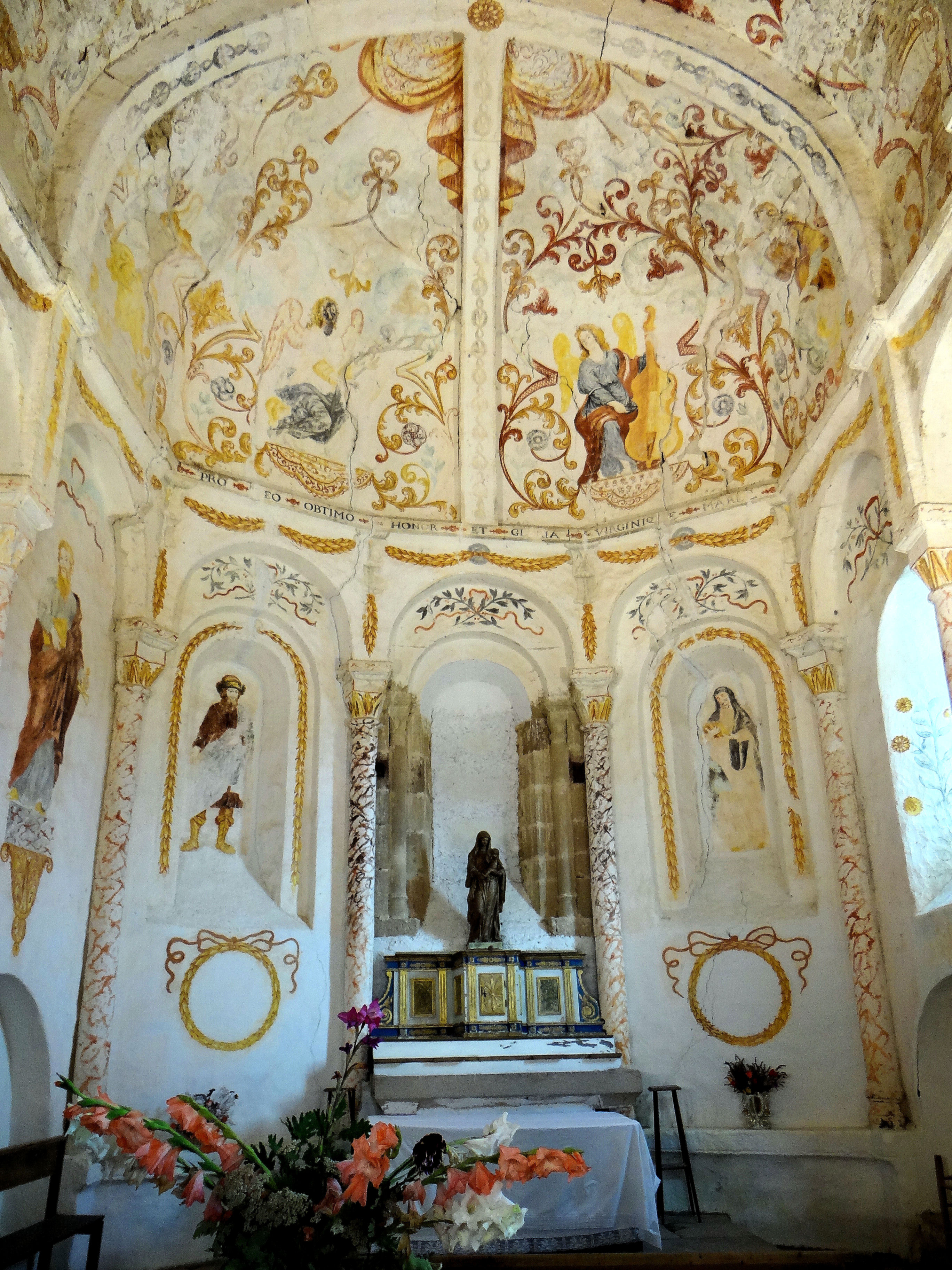
Le chœur avec les peintures murales du XVIIIe siècle.